# روبن تومسون
روبن تومسون (بالإنجليزية: Robin Thompson)‏ هو لاعب اتحاد الرغبي بريطاني، ولد في 5 مايو 1931، وتوفي في 14 أغسطس 2003.

## وصلات خارجية
- روبن تومسون عل موقع إسبنسكروم (الإنجليزية)